# العلاقات الهندية الجورجية
العلاقات الهندية الجورجية هي العلاقات الثنائية التي تجمع بين الهند وجورجيا.

## مقارنة بين البلدين
هذه مقارنة عامة ومرجعية للدولتين:
| وجه المقارنة                                              | الهند                       | جورجيا                          |
| --------------------------------------------------------- | --------------------------- | ------------------------------- |
| المساحة (كم2)                                             | 3.29 مليون                  | 69.70 ألف                       |
| عدد السكان (نسمة)                                         | 1.35 مليار                  | 3.72 مليون                      |
| الكثافة السكانية (ن./كم²)                                 | 410.33                      | 53.37                           |
| العاصمة                                                   | نيودلهي                     | تبليسي، كوتايسي                 |
| اللغة الرسمية                                             | اللغة الهندية، لغة إنجليزية | اللغة الجورجية، اللغة الأبخازية |
| العملة                                                    | روبية هندية                 | لاري جورجي                      |
| الناتج المحلي الإجمالي (بليون دولار)                      | 2.60 تريليون                | 15.16 مليار                     |
| الناتج المحلي الإجمالي (تعادل القوة الشرائية) بليون دولار | 8.00 تريليون                | 35.68 مليار                     |
| الناتج المحلي الإجمالي الاسمي للفرد دولار أمريكي          | 1.60 ألف                    | 3.79 ألف                        |
| الناتج المحلي الإجمالي للفرد دولار أمريكي                 | 5.70 ألف                    |                                 |
| مؤشر التنمية البشرية                                      | 0.609                       | 0.754                           |
| رمز المكالمات الدولي                                      | +91                         | +995                            |
| رمز الإنترنت                                              | .in، .भारत ‏، .بھارت ‏،        | .ge، .გე ‏                       |
| المنطقة الزمنية                                           | ت ع م+05:30، توقيت الهند    | ت ع م+04:00                     |

## منظمات دولية مشتركة
يشترك البلدان في عضوية مجموعة من المنظمات الدولية، منها:
| علم المنظمة | اسم المنظمة                   | تاريخ انضمام الهند | تاريخ انضمام جورجيا |
| ----------- | ----------------------------- | ------------------ | ------------------- |
|             | يونسكو                        | 4 نوفمبر 1946      | 7 أكتوبر 1992       |
|             | الفريق المعني برصد الأرض      | ?                  | ?                   |
|             | مؤسسة التمويل الدولية         | 20 يوليو 1956      | 29 يونيو 1995       |
|             | مؤسسة التنمية الدولية         | 24 سبتمبر 1960     | 31 أغسطس 1993       |
|             | منظمة التجارة العالمية        | 1995               | 14 يونيو 2000       |
|             | الاتحاد البريدي العالمي       | ?                  | ?                   |
|             | الاتحاد الدولي للاتصالات      | 1869               | 7 يناير 1993        |
|             | الأمم المتحدة                 | 30 أكتوبر 1945     | 31 يوليو 1992       |
|             | البنك الدولي للإنشاء والتعمير | 27 ديسمبر 1945     | 7 أغسطس 1992        |
|             | المنظمة الهيدروغرافية الدولية | ?                  | ?                   |

## أعلام
هذه قائمة لبعض الشخصيات التي تربطها علاقات بالبلدين:
- يوسف عادل شاه (1459 – 1511)

## وصلات خارجية
- موقع وزارة الخارجية الهندية
- موقع وزارة الخارجية الجورجية